# Gilbert Chartrand
Pour l’article homonyme, voir Chartrand.
 (octobre 2012).
Si vous disposez d'ouvrages ou d'articles de référence ou si vous connaissez des sites web de qualité traitant du thème abordé ici, merci de compléter l'article en donnant les références utiles à sa vérifiabilité et en les liant à la section « Notes et références ».
Gilbert Chartrand (né le 3 novembre 1954) est un homme d'affaires, négociant et homme politique fédéral du Québec.

## Biographie
Né à Verdun dans la région de Montréal, il entame une carrière publique en devenant conseiller municipal pour la ville de LaSalle de 1983 à 1984.
Élu député du Parti progressiste-conservateur du Canada dans la circonscription fédérale de Verdun—Saint-Paul en 1984, il est réélu en en 1988. En 1990, il quitte le caucus progressiste-conservateur et siégea comme indépendant. Après s'être rallié au nouveau Bloc québécois au cours de l'année, il change à nouveau de parti en 1991 pour retourner dans les rangs des Progressistes-conservateurs.
En 2007, sa femme et lui sont accusés de fraude et conspiration les conduisant à une sentence de 18 mois de prison. AMF